# Natalino Leitão

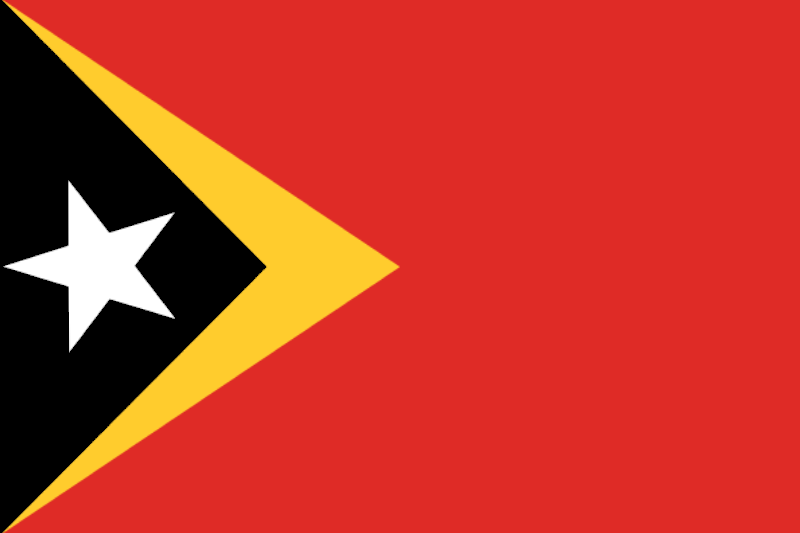
Natalino Leitão entwarf die Flagge Osttimors. Hier die Originalversion von 1975.

Natalino dos Santos Leitão (* nach 1900; † nach dem 7. Dezember 1975 in Osttimor), Kampfname Somotxo, war Adjunto Político und Mitglied des Zentralkomitees (CCF) der osttimoresischen Partei FRETILIN, die 1975 die Unabhängigkeit von Portugal anstrebte. Als Indonesien begann, das Territorium zu besetzen, entschloss man sich am 28. November 1975 die Unabhängigkeit auszurufen. In aller Eile entwarf Leitão dafür die Flagge Osttimors, die in der Nacht darauf gesetzt wurde.
Am 7. Dezember begann Indonesien mit der Invasion des restlichen Osttimors. Natalino Leitão kam dabei ums Leben.
Als Osttimor 2002 wieder seine Unabhängigkeit erlangte, wurde die Flagge Leitãos erneut als Nationalflagge eingeführt.